# Marie Benešová
Marie Benešová (* 17. April 1948 in Prag; † 11. November 2024) war eine tschechische Politikerin.

## Leben
Von 1999 bis 2005 arbeitete sie als Oberstaatsanwältin in Brünn. Ab 2006 war Benešová ČSSD-Mitglied, am 3. Juli 2013 gab sie bekannt, dass sie aus der Partei austreten wird. Benešová war 2013/14 Justizministerin in der Regierung Jiří Rusnok.
Vom 30. April 2019 bis 17. Dezember 2021 war sie in der Regierung Andrej Babiš II erneut Justizministerin. Benešová wurde dafür von der Partei ANO nominiert. Zehntausende demonstrierten in Prag und anderen Städten gegen die Ernennung Benešovás, die Änderungen im Justizsystem ins Spiel gebracht hatte.
Im November 2024 starb sie im Alter von 76 Jahren.